# Mike Knuble
Michael Rudolph „Mike“ Knuble (* 4. Juli 1972 in Toronto, Ontario) ist ein ehemaliger US-amerikanischer Eishockeyspieler und derzeitiger -trainer mit kanadischem Pass, der im Verlauf seiner aktiven Karriere zwischen 1991 und 2013 unter anderem 1.133 Partien für die New York Rangers, Boston Bruins, Philadelphia Flyers und Washington Capitals in der National Hockey League auf der Position des rechten Flügelstürmers bestritten hat. Seinen größten Karriereerfolg feierte Knuble in Diensten der Detroit Red Wings mit dem Gewinn des Stanley Cups im Jahr 1998.

## Karriere
Mike Knuble wurde als Sohn lettisch-amerikanischer Eltern in Toronto geboren, wuchs jedoch in Grand Rapids im US-Bundesstaat Michigan auf. Während des NHL Entry Draft 1991 wurde er als insgesamt 76. Spieler von den Detroit Red Wings ausgewählt. Anschließend spielte er vier Jahre lang für das Team der University of Michigan in der Central Collegiate Hockey Association. Gegen Ende der Saison 1994/95, seiner letzten für die University of Michigan, gab er in den Playoffs der American Hockey League sein Debüt im professionellen Eishockey für die Adirondack Red Wings, das damalige AHL-Farmteam der Detroit Red Wings.
Die folgende Saison verbrachte er komplett bei Adirondack, während er in der Spielzeit 1996/97 erstmals in der National Hockey League zum Einsatz kam und über die Saison verteilt neun Spiele für Detroit bestritt. In dieser Saison gewann die Red Wings den Stanley Cup, allerdings spielte er nicht oft genug, damit sein Name auf dem Pokal eingraviert werden konnte. In der folgenden Spielzeit, seiner ersten Saison als Vollzeitspieler in der NHL, konnten die Red Wings erneut den Stanley Cup holen und diesmal wurde auch Knubles Name auf dem Pokal verewigt, obwohl er nur drei Playoff-Spiele bestritten hatte.
Vor der Saison 1998/99 wurde Knuble im Tausch gegen ein Zweitrunden-Wahlrecht, mit dem später Tomáš Kopecký gewählt wurde, an die New York Rangers abgegeben. Im folgenden Jahr bestritt Knuble alle 82 Spiele der regulären Saison und erzielte 15 Tore sowie 20 Assists. Einen Monat vor Ende der Saison 1999/2000 gaben ihn die Rangers im Tausch für Rob DiMaio an die Boston Bruins ab. Den Lockout in der NHL-Saison 2004/05 überbrückte Knuble in Schweden beim Linköping HC, für die er in der regulären Saison in 49 Spielen zu 26 Toren und 13 Assists kam. Nach Wiederaufnahme des Spielbetriebs in der NHL erhielt Knuble 2005 einen Vertrag bei den Philadelphia Flyers. Am 2. Februar 2008 gelang dem Amerikaner der erste Hattrick in seiner Karriere, als ihm alle Treffer beim 3:0-Sieg der Flyers gegen die Anaheim Ducks gelangen.
Am 1. Juli 2009 unterschrieb Knuble einen Zweijahresvertrag bei den Washington Capitals, der 2011 um ein Jahr verlängert wurde. Nachdem er im Januar 2013 zunächst einen Probevertrag bei den Detroit Red Wings unterschrieb, wurde er kurz danach erneut von den Philadelphia Flyers fest verpflichtet und beendete dort die Saison 2012/13. Im Anschluss beendete Knuble seine aktive Laufbahn und ist seit Beginn der Spielzeit 2013/14 im Trainerstab der Grand Rapids Griffins in der AHL tätig. 

### International
Für die USA nahm Knuble an den Weltmeisterschaften 1995, 1999, 2001 und 2005 teil. Des Weiteren stand er im Aufgebot der USA bei den Olympischen Winterspielen 2006 in Turin.

## Erfolge und Auszeichnungen
- 1994 CCHA Second All-Star Team
- 1995 CCHA Second All-Star Team
- 1998 Stanley-Cup-Gewinn mit den Detroit Red Wings

## Karrierestatistik

### International
Vertrat die USA bei:
| - Weltmeisterschaft 1995 - Weltmeisterschaft 1999 - Weltmeisterschaft 2001 | - Weltmeisterschaft 2005 - Olympischen Winterspielen 2006 |

(Legende zur Spielerstatistik: Sp oder GP = absolvierte Spiele; T oder G = erzielte Tore; V oder A = erzielte Assists; Pkt oder Pts = erzielte Scorerpunkte; SM oder PIM = erhaltene Strafminuten; +/− = Plus/Minus-Bilanz; PP = erzielte Überzahltore; SH = erzielte Unterzahltore; GW = erzielte Siegtore; 1 Play-downs/Relegation; Kursiv: Statistik nicht vollständig)